# Yatung (plaats)
Yatung, ook wel Yadong is een plaats in het arrondissement Yatung in de prefectuur Shigatse in de Tibetaanse Autonome Regio. Het ligt in de Chumbi-vallei op het snijvlak van Sikkim in India, Bhutan en Tibet (voormalige provincie U-Tsang). De plaats ligt op zes kilometer afstand van Dromo.
Vanwege de ligging in de Chumbi-vallei vormt het een handelscentrum in de regio. Lokale specialiteiten zijn onder meer Yatung-vis en gerstewijn. De markt van Yatung werd geopend tot India in de conventie van 1890-93. De bouw van een muur over de weg tussen Yatung en Lhasa was een van de incidenten voorafgaand aan de Britse Veldtocht in Tibet van 1903-04.
De plaats heeft een hotel, bar en enkele overheidsgebouwen en legerbarakken en er staat een meteorologisch hoogstation

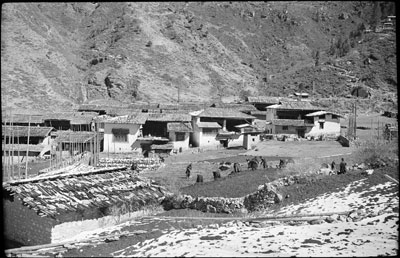
Yatung, 1937